# Seznam sopek Mexika a Střední Ameriky
Toto je seznam sopek Mexika a Střední Ameriky:

## GuatemalaGuatemala
| Název                             | Forma            | Výška (m) | Souřadnice   | Souřadnice   | Poslední erupce |
| Název                             | Forma            | Výška (m) | Zem. šířka   | Zem. délka   | Poslední erupce |
| --------------------------------- | ---------------- | --------- | ------------ | ------------ | --------------- |
| Acatenango                        | stratovulkán     | 3976      | 14°30'02'' N | 90°52'33'' W | 1972            |
| Agua                              | stratovulkán     | 3760      | 14°27'53'' N | 90°44'35'' W | ???             |
| Almolonga                         | stratovulkán     | 3197      | 14°49'00'' N | 91°29'00'' W | 1818            |
| Atitlán                           | stratovulkán     | 3535      | 14°34'58'' N | 91°11'11'' W | 1853            |
| Fuego                             | stratovulkán     | 3763      | 14°28'22'' N | 90°52'49'' W | 2007            |
| Chingo                            | stratovulkán     | 1775      | 14°07'00'' N | 89°44'00'' W | ???             |
| Ipala                             | stratovulkán     | 1650      | 14°33'00'' N | 89°38'00'' W | ???             |
| Ixtepeque                         | lávové dómy      | 1292      | 14°25'00'' N | 89°41'00'' W | ???             |
| Jumaytepeque                      | stratovulkán     | 1815      | 14°20'08'' N | 90°16'10'' W | ???             |
| Moyuta                            | stratovulkán     | 1662      | 14°02'00'' N | 90°06'00'' W | ???             |
| Pacaya                            | komplexní vulkán | 2552      | 14°22'51'' N | 90°36'04'' W | 2008            |
| Santa María                       | stratovulkán     | 3772      | 14°45'21'' N | 91°33'06'' W | 2008            |
| Santo Tomás                       | stratovulkán     | 3542      | 14°42'37'' N | 91°28'43'' W | pleistocén      |
| Suchitán                          | stratovulkán     | 2042      | 14°24'00'' N | 89°47'00'' W | ???             |
| Tahual                            | stratovulkán     | 1716      | 14°26'00'' N | 89°54'00'' W | ???             |
| Tajumulco                         | stratovulkán     | 4220      | 15°02'04'' N | 91°54'12'' W | ???             |
| Tecuamburro                       | stratovulkán     | 1845      | 14°09'22'' N | 90°24'25'' W | 960 před Kr.    |
| Tolimán                           | stratovulkán     | 3158      | 14°36'45'' N | 91°11'21'' W | ???             |
| vulkanické pole Cerro Santiago    | troskové kužely  | 1192      | 14°20'00'' N | 89°52'00'' W | ???             |
| vulkanické pole Cuilapa-Barbarena | troskové kužely  | 1454      | 14°20'00'' N | 90°24'00'' W | ???             |
| vulkanické pole Flores            | stratovulkány    | > 1600    | 14°18'00'' N | 90°00'00'' W | ???             |
| vulkanické pole Chiquimula        | troskové kužely  | 1192      | 14°50'00'' N | 89°33'00'' W | ???             |
| vulkanické pole Quezaltpeque      | ???              | 1200      | 14°34'00'' N | 89°27'00'' W | ???             |

## HondurasHonduras
| Název                         | Forma           | Výška (m) | Souřadnice   | Souřadnice   | Poslední erupce |
| Název                         | Forma           | Výška (m) | Zem. šířka   | Zem. délka   | Poslední erupce |
| ----------------------------- | --------------- | --------- | ------------ | ------------ | --------------- |
| Isla el Tigre                 | stratovulkán    | 783       | 13°16'00'' N | 87°38'00'' W | ???             |
| Isla Zacate Grande            | stratovulkán    | > 640     | 13°20'00'' N | 87°38'00'' W | ???             |
| Utila                         | troskové kužely | 74        | 16°06'00'' S | 86°54'00'' W | ???             |
| vulkanické pole Lago de Yojoa | stratovulkán    | 1090      | 14°59'00'' N | 87°59'00'' W | ???             |

## KostarikaKostarika
| Název              | Forma            | Výška (m) | Souřadnice   | Souřadnice   | Poslední erupcie |
| Název              | Forma            | Výška (m) | Zem. šířka   | Zem. délka   | Poslední erupcie |
| ------------------ | ---------------- | --------- | ------------ | ------------ | ---------------- |
| Arenal             | stratovulkán     | 1670      | 10°27'48'' N | 84°42'12'' W | 2006             |
| Barva              | komplexní vulkán | 2906      | 10°08'06'' N | 84°06'00'' W | 6050 před Kr.    |
| Irazú              | stratovulkán     | 3432      | 9°58'45'' N  | 83°51'09'' W | 1994             |
| Miravalles         | stratovulkán     | 2028      | 10°44'54'' N | 85°05'10'' W | 1946             |
| Orosí              | stratovulkány    | 1659      | 10°58'48'' N | 85°28'24'' W | ???              |
| Platanar           | stratovulkány    | 2267      | 10°18'00'' N | 84°21'57'' W | ???              |
| Poás               | stratovulkán     | 2708      | 10°12'00'' N | 84°13'58'' W | 1996             |
| Rincón de la Vieja | komplexní vulkán | 1916      | 10°49'48'' N | 85°19'26'' W | 1998             |
| Tenorio            | stratovulkány    | 1916      | 10°40'22'' N | 85°30'54'' W | ???              |
| Turrialba          | stratovulkán     | 3340      | 10°02'00'' N | 83°46'00'' W | 1866             |

## MexikoMexiko
| Název                                    | Forma                | Výška (m) | Souřadnice   | Souřadnice    | Poslední erupce |
| Název                                    | Forma                | Výška (m) | Zem. šířka   | Zem. délka    | Poslední erupce |
| ---------------------------------------- | -------------------- | --------- | ------------ | ------------- | --------------- |
| „bez jména“                              | podmořská sopka      | ???       | 28°00'00'' N | 115°00'00'' W | ???             |
| Ceboruco                                 | stratovulkán         | > 2280    | 21°07'30'' N | 104°30'30'' W | 1875            |
| Cerro Prieto                             | lávový dóm           | 223       | 32°25'06'' N | 115°18'18'' W | ???             |
| Cofre de Perote                          | štítový vulkán       | 4282      | 19°29'30'' N | 97°09'00'' W  | 1150            |
| Colima                                   | stratovulkán         | 3850      | 19°30'50'' N | 103°37'00'' W | 2008            |
| Coronado                                 | stratovulkán         | > 440     | 29°05'00'' N | 113°30'48'' W | ???             |
| El Aguajito                              | kaldera              | > 1300    | 27°36'00'' N | 112°32'00'' W | pleistocén      |
| El Chichón                               | lávový dóm           | ~ 1150    | 17°21'36'' N | 93°13'40'' W  | 1982            |
| Isla Guadalupe                           | štítový vulkán       | 1100      | 29°04'00'' N | 118°17'00'' W | ???             |
| Isla San Luis                            | troskový kužel       | ~ 180     | 28°48'51'' N | 114°23'02'' W | ???             |
| Isla Socorro                             | štítový vulkán       | 1050      | 18°47'00'' N | 110°57'00'' W | 1994            |
| Isla Tortuga                             | štítový vulkán       | > 210     | 27°23'30'' N | 111°51'30'' W | ???             |
| Iztaccíhuatl                             | stratovulkán         | 5230      | 19°10'44'' N | 98°38'30'' W  | ???             |
| Jocotitlán                               | stratovulkán         | > 3900    | 19°43'25'' N | 99°45'25'' W  | 1270            |
| Los Azufres                              | kaldera              | > 3400    | 19°51'00'' N | 100°38'00'' W | pleistocén      |
| La Malinche                              | stratovulkán         | 4461      | 19°13'51'' N | 98°01'55'' W  | 1170 před Kr.   |
| Las Cumbres                              | stratovulkán         | > 3940    | 19°09'00'' N | 97°16'00'' W  | 3920 před Kr.   |
| Los Atlixcos                             | štítový vulkán       | 800       | 19°48'32'' N | 96°31'35'' W  | ???             |
| Los Humeros                              | kaldera              | 3150      | 19°41'00'' N | 97°27'00'' W  | ???             |
| Nevado de Toluca                         | stratovulkán         | > 4680    | 19°06'30'' N | 99°45'30'' W  | 1350 před Kr.   |
| Papayo                                   | lávový dóm           | > 3600    | 19°18'30'' N | 98°42'00'' W  | ???             |
| Pico de Orizaba                          | stratovulkán         | 5675      | 19°01'48'' N | 97°16'05'' W  | 1846            |
| Pinacate                                 | troskové kužely      | > 1200    | 31°46'21'' N | 113°29'54'' W | ???             |
| Popocatépetl                             | stratovulkán         | 5426      | 19°01'24'' N | 98°37'20'' W  | 2008            |
| Punta Púlpito                            | lávový dóm           | ???       | 26°31'00'' N | 119°28'30'' W | ???             |
| San Martín                               | štítový vulkán       | 1650      | 18°34'20'' N | 95°10'08'' W  | 1796            |
| Sangangüey                               | stratovulkán         | > 2340    | 21°27'00'' N | 104°44'00'' W | ???             |
| Serdán-Oriental                          | troskové kužely      | 3485      | 19°16'00'' N | 97°28'00'' W  | ???             |
| Sierra la Primavera                      | kaldera              | 2270      | 20°37'00'' N | 103°31'00'' W | pleistocén      |
| Tacaná                                   | stratovulkán         | 4060      | 15°07'48'' N | 92°06'45'' W  | 1986            |
| Tres Vírgenes                            | stratovulkány        | > 1940    | 27°28'11'' N | 112°35'28'' W | 3480 před Kr.   |
| Volcán Bárcena                           | troskové kužely      | > 332     | 19°18'00'' N | 110°49'00'' W | 1953            |
| vulkanické pole Comondú-La Purísima      | troskové kužely      | > 780     | 26°00'00'' N | 111°55'00'' W | ???             |
| vulkanické pole Durango                  | troskové kužely      | 2075      | 24°09'00'' N | 104°27'00'' W | ???             |
| vulkanické pole Chichinautzin            | troskové kužely      | > 3930    | 19°05'00'' N | 99°08'00'' W  | 400             |
| vulkanické pole Jaraguay                 | troskové kužely      | ~ 960     | 29°20'00'' N | 114°30'00'' W | ???             |
| vulkanické pole La Gloria                | troskové kužely      | > 3500    | 19°20'00'' N | 97°15'00'' W  | ???             |
| vulkanické pole Mascota                  | troskové kužely      | 2560      | 20°37'00'' N | 104°50'00'' W | ???             |
| vulkanické pole Michoacán-Guanajuato     | troskové kužely      | 3860      | 19°29'00'' N | 102°15'00'' W | 1952            |
| vulkanické pole Naolinco                 | pyroklastické kužely | > 2000    | 19°40'00'' N | 96°45'00'' W  | 1200 před Kr.   |
| vulkanické pole San Borja                | troskové kužely      | > 1360    | 28°30'00'' N | 113°45'00'' W | ???             |
| vulkanické pole San Quintín              | troskové kužely      | > 260     | 30°28'04'' N | 115°59'47'' W | ???             |
| vulkanické pole Zitácuaro-Valle de Bravo | kaldera              | > 3500    | 19°24'00'' N | 100°15'00'' W | 3050 před Kr.   |

## NikaraguaNikaragua
| Název              | Forma            | Výška (m) | Souřadnice   | Souřadnice   | Poslední erupce |
| Název              | Forma            | Výška (m) | Zem. šířka   | Zem. délka   | Poslední erupce |
| ------------------ | ---------------- | --------- | ------------ | ------------ | --------------- |
| Apoyeque           | troskový kužel   | 518       | 12°14'30'' N | 86°20'30'' W | 4640 před Kr.   |
| Cerro el Ciguatepe | stratovulkán     | 603       | 12°32'00'' N | 86°08'30'' W | ???             |
| Cerro Negro        | troskové kužely  | 728       | 12°30'22'' N | 86°42'07'' W | 1999            |
| Concepción         | stratovulkán     | ~ 1700    | 11°32'16'' N | 85°37'21'' W | 2007            |
| Cosigüina          | stratovulkán     | 872       | 12°59'00'' N | 87°34'00'' W | 1859            |
| Estelí             | trhlinové erupce | 899       | 13°10'00'' N | 86°24'00'' W | ???             |
| Granada            | trhlinové erupce | > 300     | 11°55'00'' N | 85°59'00'' W | ???             |
| Las Lajas          | štítový vulkán   | 926       | 12°18'00'' N | 85°44'00'' W | ???             |
| Las Pilas          | komplexní vulkán | 1088      | 12°29'41'' N | 86°41'18'' W | 1954            |
| Maderas            | stratovulkán     | 1394      | 11°26'44'' N | 85°30'54'' W | ???             |
| Masaya             | kaldera          | 635       | 11°59'03'' N | 86°09'39'' W | 2005            |
| Mombacho           | stratovulkán     | 1344      | 11°49'34'' N | 85°58'03'' W | ???             |
| Momotombo          | stratovulkán     | 1297      | 12°25'21'' N | 86°32'24'' W | 1905            |
| Nejapa-Miraflores  | trhlinové erupce | 360       | 12°07'00'' N | 86°19'00'' W | ???             |
| San Cristóbal      | stratovulkán     | 1745      | 12°42'06'' N | 87°00'13'' W | 2005            |
| Telica             | stratovulkán     | 1061      | 12°36'09'' N | 86°50'42'' W | 2004            |
| Volcán Azul        | troskové kužely  | 201       | 12°32'00'' N | 83°52'00'' W | ???             |
| Volcán Rota        | stratovulkán     | 832       | 12°33'00'' N | 86°45'00'' W | ???             |
| Zapatera           | štítový vulkán   | 629       | 11°44'00'' N | 85°49'00'' W | ???             |

## PanamaPanama
| Název      | Forma        | Výška (m) | Souřadnice  | Souřadnice   | Poslední erupce |
| Název      | Forma        | Výška (m) | Zem. šířka  | Zem. délka   | Poslední erupce |
| ---------- | ------------ | --------- | ----------- | ------------ | --------------- |
| Barú       | stratovulkán | 3 474     | 8°48'28'' S | 82°32'34'' W | 1550            |
| El Valle   | stratovulkán | 1185      | 8°35'00'' S | 80°10'00'' W | ???             |
| La Yeguada | stratovulkán | 1297      | 8°28'00'' S | 80°49'00'' W | 1620            |

## SalvadorSalvador
| Název                             | Forma           | Výška (m) | Souřadnice   | Souřadnice   | Poslední erupce |
| Název                             | Forma           | Výška (m) | Zem. šířka   | Zem. délka   | Poslední erupce |
| --------------------------------- | --------------- | --------- | ------------ | ------------ | --------------- |
| Cerro Singüil                     | troskový kužel  | 957       | 14°03'00'' S | 89°39'00'' W | ???             |
| Conchagua                         | stratovulkán    | 1225      | 13°16'36'' S | 87°51'12'' W | ???             |
| Conchagüita                       | stratovulkán    | 505       | 13°13'00'' S | 87°45'54'' W | 1892            |
| Cordillera de Apaneca             | stratovulkány   | 2036      | 13°53'27'' S | 89°47'10'' W | ???             |
| El Tigre                          | stratovulkán    | > 1640    | 13°28'00'' S | 88°26'00'' W | ???             |
| Guazapa                           | stratovulkán    | 1438      | 13°54'00'' S | 89°07'00'' W | ???             |
| Chinameca                         | stratovulkán    | 1300      | 13°28'40'' S | 88°19'49'' W | ???             |
| Izalco                            | stratovulkán    | 1950      | 13°48'45'' S | 89°37'58'' W | 1966            |
| Lago de Coatepeque                | kaldera         | 746       | 13°52'00'' S | 89°33'00'' W | ???             |
| Lago de Ilopango                  | kaldera         | 450       | 13°40'18'' S | 89°03'12'' W | 1880            |
| Laguna Aramuaca                   | maar            | 181       | 13°25'42'' S | 88°06'18'' W | ???             |
| San Miguel                        | stratovulkán    | 2130      | 13°26'02'' S | 88°16'09'' W | 2002            |
| San Salvador                      | stratovulkán    | 1893      | 13°44'03'' S | 89°17'38'' W | 1917            |
| San Vicente                       | stratovulkán    | 2182      | 13°35'43'' S | 88°55'15'' W | ???             |
| Santa Ana                         | stratovulkán    | 2381      | 13°51'12'' S | 89°37'48'' W | 2005            |
| Taburete                          | stratovulkán    | 1172      | 13°26'06'' S | 88°31'55'' W | ???             |
| Tecapa                            | stratovulkán    | 1593      | 13°29'38'' S | 88°30'08'' W | ???             |
| Usulután                          | stratovulkán    | 1449      | 13°25'08'' S | 88°28'14'' W | ???             |
| vulkanické pole Apastepeque       | troskové kužely | ~ 700     | 13°43'00'' S | 88°46'00'' W | ???             |
| vulkanické pole Cerro Cinotepeque | troskové kužely | 665       | 14°01'00'' S | 89°15'00'' W | ???             |
| vulkanické pole San Diego         | troskové kužely | 781       | 14°16'00'' S | 89°29'00'' W | ???             |